# Stenolophus lineola
Stenolophus lineola är en skalbaggsart som beskrevs av Fabricius. Stenolophus lineola ingår i släktet Stenolophus och familjen jordlöpare. Inga underarter finns listade i Catalogue of Life.